# 水森英夫
水森英夫（1949年9月16日—）是一位日本作曲家，出身於栃木縣，現時為日本作曲家協會常務理事，活躍於演歌界，並發掘及栽培了不少演歌歌手，當中以冰川清志、山內惠介、森山愛子最廣為人知。另外，他亦替不少演歌歌手寫歌，作品數目不計其數，是一位多產的作曲家。
水森於70年代初出道，曾經加入樂隊組合「敏伊藤與Happy&Blue；亦曾以藝名「三音孝雄」（三音たかお）作獨唱歌手發展，處女作為「只有兩年零兩個月」（たった二年と二ヶ月で），惟成績只屬一般，1977年退居幕後轉為作曲家，並以創作演歌為主。及後經常於「NHK揚聲歌唱」等各類歌唱比賽中擔任評判，因而發掘出不少有潛質的歌手。
門下學生除了冰川清志、山內惠介及森山愛子外，還包括黑川真一朗、野村未菜（舊藝名為野村未奈）、水田龍子、多岐川舞子、池田輝郎、三丘翔太、朝日奈裕、森勇二、出光仁美、秋葉隼兵、松尾雄史、白川裕子、美山京子等。
水森亦有主持電台節目「水森英夫的 chip-in 歌謠曲」（水森英夫のチップイン歌謡曲），由外判服務公司負責錄製後，每週一次於全國電台播放。

## 由水森英夫所創作的主要歌曲
- 冰川清志

- 箱根八里的半次郎
- 大井追之音次郎
- 清志的海軍小調
- 星空的秋子
- 白雲之城
- 清志的羅隆啪舞曲
- 番場的忠太郎
- 一劍
- 清志的捕魚小調
- 玄海船歌
- 哀愁的湖
- 浪曲一代
- 心跳倫巴
- 三味線的飄泊浪子
- 那個姑娘、野菊和渡船
- 熱情的墨西哥街頭樂隊
- 海港的時雨
- 大利根流月
- 未練心

- 石原詢子

- 未練酒
- 人戀時雨
- 為你而活
- 依偎草
- 再會的酒

- 伍代夏子

- 一人酒
- 喃喃自語的那個女人
- 鳴門海峽
- 金木犀
- 舟
- 霧笛橋
- 微醺酒場

- 藤彩子

- 泡沫之戀
- 二人花
- 真心的女人
- 紅
- 花瓣慕情
- 無情酒

- 天童芳美

- 醉了的心
- 漂泊流浪
- 繫於酒的情
- 生命的盡頭

- 美川憲一

- 北國夜曲
- 慕情
- 東京酒店
- 難以忘記的納沙布
- 神威岬
- 淡雪的人

- 小林幸子

- 泣風雨

- 水森香織

- 龍飛岬

- 佐佐木新一（日语：佐々木新一）

- 故鄉的日曆
- 遠處的天空是故郷
- 故鄉津輕
- 柳葉魚

- 長山洋子（日语：長山洋子）

- 蒼月
- 洋子的...新宿追分

- 坂本冬美
  - 播磨的流浪者

- 島津亞矢

- 相生～二人不能連結在一起～
- 緣

- 神野美伽

- 貞節酒